# Volevo magia
| Recensione | Giudizio |
| ---------- | -------- |
| Ondarock   | 7/10     |
| Rockol     | 8/10     |

Volevo Magia è il settimo album in studio del gruppo musicale italiano Verdena, pubblicato il 23 settembre 2022.
Musicalmente, si tratta di un album rock alternativo con elementi psichedelici, hard rock, pop, doom metal, stoner rock, krautrock e post rock.
Viene promosso dal vivo con un tour che parte da Livorno il 21 ottobre dello stesso anno.

## Tracce
1. Chaise Longue – 3:43
2. Paul e Linda – 3:38
3. Pascolare – 3:36
4. Certi magazine – 4:03
5. Crystal ball – 2:54
6. Dialobik – 4:14
7. Sui ghiacciai – 3:41
8. Volevo magia – 3:19
9. Cielo super acceso – 4:26
10. X sempre assente – 4:04
11. Paladini – 5:13
12. Sino a notte (D.I) – 3:52
13. Nei rami – 4:43

## Formazione
- Alberto Ferrari – voce, chitarra, tastiere, pianoforte
- Roberta Sammarelli – basso, tastiere, cori
- Luca Ferrari – batteria, percussioni, synth

Personale tecnico
- Alberto Ferrari – produzione, mix e registrazione
- Lorenzo Caperchi – aiuto tecnico in Crystal ball, Volevo magia, Paladini, Sino a notte (D.I)
- Giovanni Versari – mastering
- E.Spinetti, Luca Ferrari (Fenuk) – logo+collage copertina
- Paolo De Francesco – artwork, fotografia
- Gibilterra – management
- DNA Concerti – booking[2]

## Classifiche
| Classifica (2022) | Posizione massima |
| ----------------- | ----------------- |
| Italia            | 2                 |